# سفله
شهر سفله (به سوئدی: Säffle) در ناحیه شهری سفله در کشور سوئد واقع شده‌است. جمعیت این شهر ۱۲۵۷٫۱۴  نفر است.